# Темникова, Елена Владимировна
Еле́на Влади́мировна Те́мникова (род. 18 апреля 1985, Курган) — российская певица и автор песен. Бывшая участница группы Serebro. Музыкальную карьеру начала в 2003 году после того, как заняла третье место во втором сезоне музыкального шоу талантов «Фабрика звёзд», в рамках которого выпустила синглы «Дальше всех» и «Тайна». После завершения проекта начала сотрудничество с наставником шоу Максимом Фадеевым.
В 2006 году вместе с Фадеевым образовала женскую группу Serebro, участницами которой помимо неё стали Ольга Серябкина и Марина Лизоркина. Впервые на публике коллектив появился в финале конкурса песни «Евровидение» 12 мая 2007 года в Хельсинки, куда его отправил «Первый канал». По итогам конкурса Serebro заняли третье место. После удачного старта группа выпустила дебютный студийный альбом «ОпиумRoz», презентация которого собрала около 70 000 человек на Поклонной горе в Москве. В 2012 году группа выпустила англоязычный альбом Mama Lover, который добился успеха на международном уровне. С момента выхода пластинки Темникова записала несколько синглов в составе группы, а в 2014 году досрочно разорвала контракт с лейблом из-за ухудшения здоровья.
В конце того же года выпустила сольный сингл «Зависимость». В 2016 году выпустила лид-сингл «Импульсы» с дебютного мини-альбома TEMNIKOVA I, записанного в жанре дип-хаус. В 2017 году продолжила работать в жанре, выпустив второй мини-альбом TEMNIKOVA II. В 2018 году вышел дебютный студийный альбом «TEMNIKOVA III: Не модные», а также концертный альбом «Выше крыш. Акустический лайв», записанный в Парке Горького. В 2019 году вышел четвёртый альбом TEMNIKOVA 4. В 2021 году вышел пятый альбом TEMNIKOVA 5: PARIS.

## Биография

### 1985—2002: Ранний период жизни
Елена Владимировна Темникова родилась 18 апреля 1985 года в городе Кургане Курганской области в семье шофёра Владимира Викторовича и пекаря хлебокомбината Татьяны Александровны Темниковых. С 4 лет играла на скрипке, принимала участие в различных музыкальных конкурсах, но так и не окончила музыкальную школу, вместо чего пришла в вокальную студию Валерия Чигинцева. Вскоре после окончания курганской средней школы № 38 переехала с родителями и старшей сестрой Натальей в Омск. В декабре 2002 года как победитель одного из региональных конкурсов отправилась в Москву на Всероссийский конкурс, проходивший в Храме Христа Спасителя, где завоевала гран-при.

### 2003—2006: Начало музыкальной карьеры

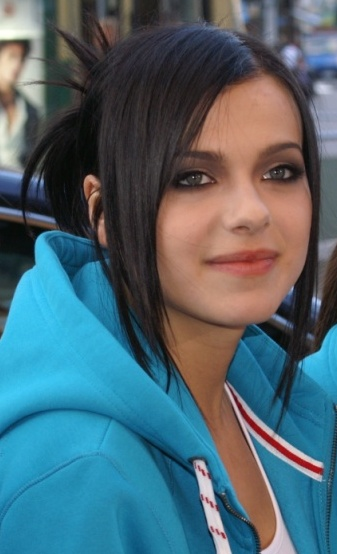
Елена Темникова. Фото 2007 года

В 2003 году в последний день прошла пробы во второй сезон российского музыкального шоу талантов «Фабрика звёзд». На проекте был выпущен дебютный сингл «Дальше всех», а также второй сингл «Тайна (песня)|Тайна», в финале заняла третье место, уступив Полине Гагариной и Елене Терлеевой. После окончания шоу гастролировала с концертами вместе с другими участниками проекта, а также приняла участие в пятом сезоне реалити-шоу «Последний герой». После подписала контракт с Продюсерским центром Максима Фадеева, а в 2006 году захотела продолжить карьеру в составе женской группы:
Четыре года мы с Фадеевым искали своё направление, неповторимый стиль, и год назад придумали проект, который Макс назвал Serebro.

### 2007—2014: Serebro

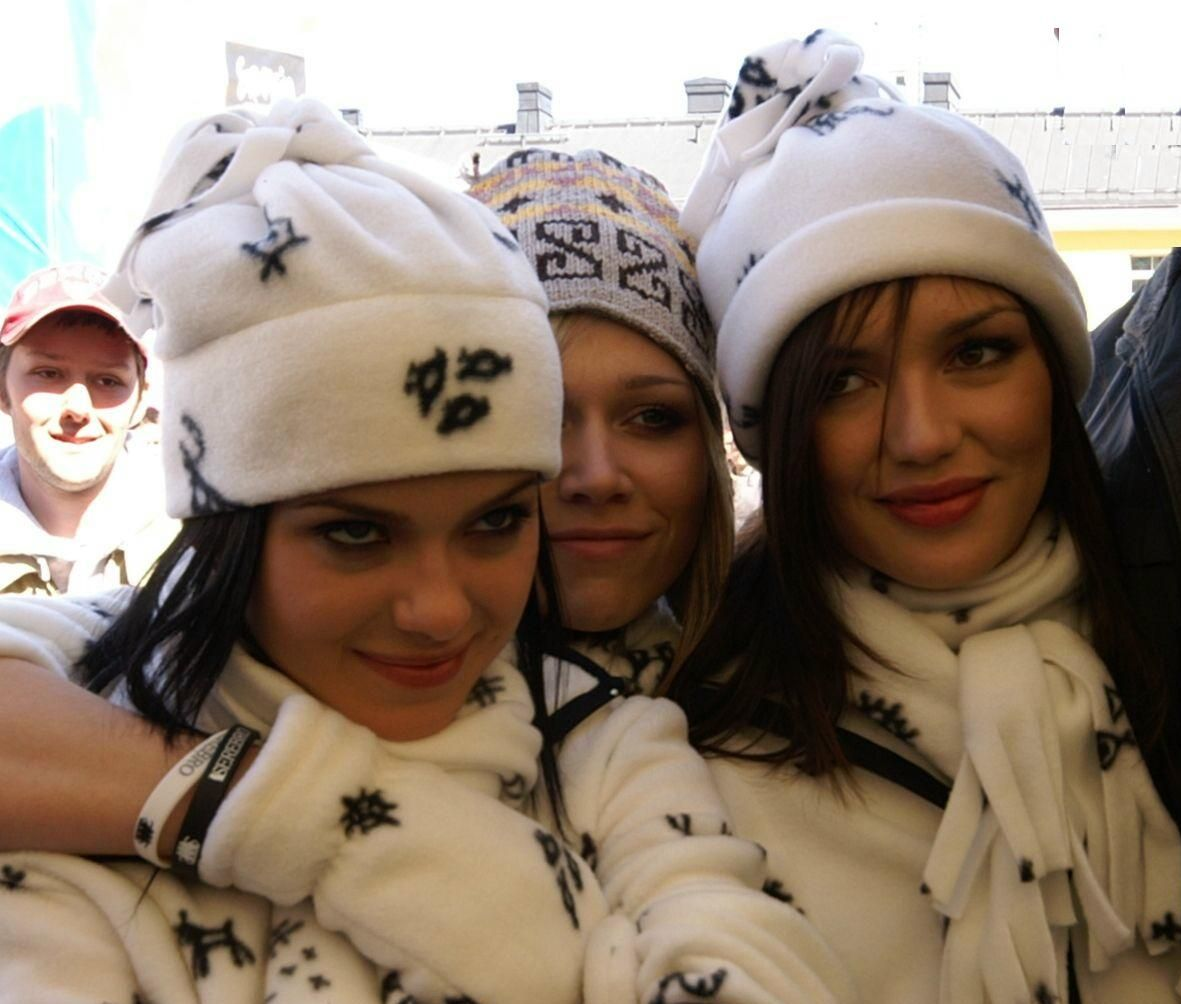
Serebro в Хельсинки, 2007.

В марте 2007 года отборочная комиссия Первого канала отправила никому не известную группу Serebro представлять Россию на конкурсе песни «Евровидение-2007», где та выступила с песней «Song #1» и заняла третье место. «Song #1» возглавила российский радиочарт, а также смогла попасть в национальные чарты Швейцарии, Швеции и других стран. В том же году вышел первый русскоязычный и второй по счёту сингл «Дыши», пиком которого стал № 2 в официальном российском радиочарте. В конце года Serebro победили в номинациях «Лучший дебют» премии «MTV Russia Music Awards» и «Самый продаваемый российский артист» премии «World Music Awards».
В 2008 году вышли синглы «Опиум» и «Скажи не молчи», которые оба возглавили российский радиочарт. В том же году ожидался выход дебютного альбома группы, но он состоялся в 2009 году. Пластинка, получившая название «ОпиумRoz» была представлена на Поклонной горе и собрала около 70 000 зрителей. В альбом вошло 11 композиций, включая 4 ранее изданных сингла, а также сольную песню Темниковой «Пыль ангелов», написанную Максимом Фадеевым и Людмилой Войналович.
В 2009 году в обновлённом составе Serebro выпустили песню «Сладко», которая также возглавила российский радиочарт, став четвёртым № 1 для группы. Через неделю была представлена англоязычная версия трека, которая стала первым синглом с предстоящего второго студийного альбома. В 2010 был выпущен мини-альбом «Избранное», куда вошли обе версии трека, а также англоязычные синглы «Sexing You» и «Angel Kiss», которые также вышли на русском языке под названиями «Не время» и «Давай держаться за руки». В 2011 году группа подписала контракт с итальянским лейблом «Ego», на котором вышел заглавный сингл «Mama Lover» с предстоящего одноимённого альбома, позднее вышла русскоязычная версия «Мама Люба». Пиковой позицией песни в российском радиочарте стал № 8, что стало худшим результатом для Serebro в этом чарте, но тем не менее сингл стал широко популярен после выхода клипа и был представлен в номинациях «Песня года» и «Видео года» на «Премии Муз-ТВ 2012». Также впервые для коллектива трек попал в национальные чарты Бельгии и Италии и достиг своего пика на № 6 в обеих странах, смог попасть в Billboard Japan Hot 100, расположившись на 49 месте, а также в Billboard Hot Dance/Electronic Songs, где смог добраться до № 39. В 2012 году вышел последний сингл с альбома «Gun», который также попал в официальные чарты некоторых стран. Через неделю, 19 июня 2012 года, состоялся релиз пластинки в Италии, ещё через неделю альбом вышел на других территориях. Презентация альбома состоялась 21 июня в римском гей-клубе «Gay Village». В России альбом вышел 11 октября, в качестве бонус-трека в него вошла русскоязычная версия «Gun» «Мальчик».
В 2013 году группа презентовала первый сингл «Sexy Ass» с грядущего третьего студийного альбома. Позже вышли три клипа: «MI MI MI», «Мало тебя» и «Угар», который в дуэте с DJ M.E.G. был номинирован в категории «Лучший дуэт» на «Премию МУЗ-ТВ 2014. Эволюция».
14 февраля 2014 года Елена сообщила, что 3 декабря 2014 года у неё заканчивается контракт с продюсерским центром Максима Фадеева, после чего она покинет группу Serebro. 15 мая 2014 года Темникова покинула группу Serebro по состоянию здоровья. В группе её сначала заменила экс-участница Анастасия Карпова, а затем бывшая участница шоу «Каникулы в Мексике» Полина Фаворская.

### 2014—2016: Начало сольной карьеры иTEMNIKOVA I
В конце лета 2014 года стала членом попечительского совета фонда «Созвездие сердец», который был создан помогать больным детям и детям-инвалидам. Также певица совместно с популярным российским брендом «Marmalato» выпустила коллекцию аксессуаров «Вy Temnikova», которая появилась на полках магазинов 1 декабря.
18 ноября 2014 года выпустила дебютный сольный сингл «Зависимость». В тот же день вышли Lyric Video, занявшее первое место в категории «Лучшее лирик-видео 2014 года» по рейтингам канала «ELLO», и клип, который снял известный фотограф Клаудио Поркарелли.
6 апреля 2015 года состоялась премьера второй сольной работы — сингла и клипа «Навстречу». Песня «Навстречу» была представлена в трёх различных вариантах — романтическом, танцевальном и акустическом.
13 июля 2015 года выпустила сингл «Улетаем», который вышел в популярном в Европе жанре дип-хаус. 25 июля 2016 года вышла новая версия трека, которая в дальнейшем вошла в дебютный мини-альбом TEMNIKOVA I.
С 20 сентября принимает участие в третьем сезоне телепередачи «Точь-в-точь» на Первом канале. За время участия в проекте спародировала Натали с песней «Ветер с моря дул», Земфиру с композицией «Ромашки», Кайли Миноуг и «Can’t Get You Out of My Head», Екатерину Иванчикову из группы IOWA с песней «Улыбайся», песню «Необитаемый остров» из фильма «Красная шапочка», перепела Юлию Волкову (совместно с Аглаей Шиловской в роли Елены Катиной) с хитом «Я сошла с ума», P!nk — «Trouble», а также Марию Макарову с песней «Любочка», Селену Гомес с песней «Love You Like a Love Song» и Кети Топурия из «А’Студио» с «Улетай». В финале Темникова выступала в образе Гвен Стефани с композицией «Don't Speak».
29 сентября 2015 года состоялась премьера сингла «Наверно» совместно с Natan, а 13 октября был представлен клип на эту песню.
2 февраля 2016 года также состоялась премьера сингла «Ревность», а 18 февраля был представлен клип на эту песню.
14 апреля 2016 года состоялась премьера сингла «Импульсы», исполненный в уже знакомом для поклонников певицы жанре дип-хаус. 1 июля был представлен клип на эту песню. Трек стал хитом, а также был раскритикован за явное сходство с композицией «No more» британского коллектива Gorgon City. ООО «Национальное музыкальное издательство» дважды изымало клип на песню с видеохостинга «YouTube». В первый раз клип был восстановлен в общий доступ, в следующий — нет. Из-за этого 14 декабря клип был опубликован вновь с изменённой аранжировкой. Обновлённая версия также вошла в первый мини-альбом Темниковой.
25 июля 2016 года на «Europa Plus LIVE» состоялась премьера сингла под названием «Тепло», а 17 октября 2016 года был опубликован клип на эту песню. В тот же день трек можно было купить в iTunes, Apple Music и Google Play Music.
6 августа 2016 года дала живой концерт на высоте 2320 метров над уровнем моря, тем самым войдя в «Книгу рекордов Гиннесса». Концерт прошёл на территории курорта «Роза Хутор». На этом концерте певица представила публике 2 новых трека под названиями «Извини» и «Движения». 6 августа 2017 года Елена повторила своё выступление, объявив, что теперь концерт станет ежегодным..
9 сентября 2016 года открылся предварительный заказ дебютного мини-альбома TEMNIKOVA I. В альбом вошли 7 композиций: «Импульсы», «Улетаем», «Тепло», «По низам», «Счастье», «Движения» и «Ближе». Релиз EP состоялся 30 сентября 2016 года, почти сразу же мини-альбом достиг первой строчки в iTunes Russia. 16 сентября 2016 года трек «Движения» стал доступен в iTunes Russia и стал третьим официальным синглом с дебютного мини-альбома. Съёмки клипа на данный трек начались с 17 октября, а его премьера состоялась 22 ноября 2016 года.
2 декабря 2016 года представила свой новый сингл «Не обвиняй меня», клип к которому вышел 2 мая 2017 года. Режиссёром выступил Алексей Голубев.

### 2016—2017:TEMNIKOVA II
26 декабря 2016 года Елена Темникова и ST снялись в клипе на песню «Сумасшедший русский», которая стала саундтреком к фильму «Защитники» режиссёра Сарика Андреасяна. Релиз саундтрека состоялся 27 января 2017 года, а клипа — 1 февраля.
31 марта 2017 года вышел сингл «Вдох», который стал первым синглом в поддержку нового мини-альбома TEMNIKOVA II. 27 июня состоялась премьера клипа. Режиссёром выступил Алан Бадоев.
13 апреля 2017 года был выпущен сингл «Голые», а 19 мая — «Давай улетим».
30 июня 2017 года представила следующий сингл «Подсыпал» в поддержку нового альбома. 1 сентября года в «iTunes» открылся предварительный заказ второго студийного мини-альбома TEMNIKOVA II. 22 сентября 2017 года трек «Казался странным» с грядущего альбома стал доступен для покупки. Релиз альбома состоялся 29 сентября. Всего в мини-альбом вошло 8 треков: «Вдох», «Подсыпал», «Срываюсь внезапно», «Казался странным», «Собери меня», «Фиолетовый» и «Не верю я». 9 октября состоялась премьера клипа на сингл «Казался странным».
3 ноября 2017 года состоялась премьера сингла «Мне нормально», который вскоре вошёл в альбом TEMNIKOVA III: Не модные.
22 декабря 2017 года состоялась премьера сингла «Пой со мной» совместно с KREC. 25 декабря прошла первая премия «VK Music Awards» на платформе социальной сети «ВКонтакте», где сингл «Вдох» вошёл в число самых прослушиваемых треков года, расположившись на 9 месте. Удостоилась специальной таблички на своей личной странице во «ВКонтакте», а также звания «артиста года».

### 2018—2020: Альбомы «TEMNIKOVA III: Не модные»,TEMNIKOVA 4иTEMNIKOVA PRO I
14 января 2018 года в «Crocus City Hall» состоялся первый большой сольный концерт, ставший частью грандиозного и первого для певицы российского тура «TEMNIKOVA TOUR 2017—2018» в поддержку мини-альбома TEMNIKOVA II. Концерт состоялся при полном аншлаге. Оставшиеся билеты были проданы за день до концерта.
23 февраля 2018 года состоялся релиз трека «Медленно» в качестве промосингла к предстоящему альбому TEMNIKOVA III: Не модные.
16 марта 2018 года песня «Фиолетовый» стала 3-м и последним официальным синглом в поддержку мини-альбома TEMNIKOVA II. Премьера видеоклипа состоялась в этот же день в iTunes Russia. Съёмки клипа проходили в Киеве, а режиссёром выступил Евгений Соболев.
30 марта 2018 года вышел сингл «Не сдерживай меня» в поддержку нового альбома. Премьера видеоклипа состоялась 27 апреля 2018 в iTunes Russia. Режиссёром выступил Евгений Соболев.
10 апреля 2018 года в iTunes открылся предварительный заказ первого широкоформатного альбома «TEMNIKOVA III: Не модные». 20 апреля 2018 года вышел сингл «Не модные» к предстоящему альбому. Релиз альбома состоялся 27 апреля 2018. Всего в альбом вошло 13 треков: «Intro», «Не модные», «Не сдерживай меня», «Очень сильно», «Нетрезвыми», «Белый шум», «Что-то не так», «Медленно», «Это пздц», «Не сильней я», «Размешай», «Мне нормально» и «Outro».
21 сентября 2018 года в iTunes вышел акустический мини-альбом «Выше крыш», записанный на крыше музея Парка Горького в Москве. Всего в мини-альбом вошли 4 акустические версии ранее известных синглов певицы: «Не модные», «Вдох», «Мне нормально» и «Что-то не так».
1 октября 2018 года состоялась премьера сингла «ЧЁРНЫЕ / БЕЛЫЕ» совместно с Callmeartur и Fabio, а 5 октября 2018 года состоялась премьера сингла «Под сердцами в кругах». 7 декабря 2018 года вышел сингл «Под луной», а 14 декабря 2018 года — сингл «Диджей» совместно с Swanky Tunes.
25 января 2019 года в iTunes открылся предзаказ четвёртого альбома TEMNIKOVA 4. Релиз состоялся 5 февраля. Это первая пластинка Елены, не имеющая ни одной танцевальной композиции. Как Лена и обещала, альбом получился полностью лирическим, весенним и романтическим. Всего в альбом вошло 8 треков: «Intro», «Бабочки», «Батарея», «Говорила», «Контуры тел», «Нет связи», «По нулям» и «Outro». 25 марта 2019 года Елена Темникова представила трейлер «Трилогия любви TEMNIKOVA 4», анонсирующий релиз трилогии клипов на песни из нового альбома TEMNIKOVA 4 — «Бабочки», «Нет связи» и «Говорила», связанных общей сюжетной линией. 28 марта 2019 состоялась премьера видеоклипа на трек «Бабочки», 15 мая 2019 — на трек «Нет связи», а 25 июня — на трек «Говорила». Режиссёром всех трёх клипов выступил Леонид Колосовский.
В мае 2019 года украинские патриоты попытались сорвать концерт Темниковой в Одессе. Это произошло после того, как на гастроли обратил внимание оппозиционный российский журналист Аркадий Бабченко, эмигрировавший на Украину. Бабченко сообщил своим читателям о том, что Темникова придерживается пророссийской позиции, и выразил скепсис в отношении уместности её гастролей в Одессе и Киеве. В результате украинские патриоты пикетировали клуб, где выступала Темникова, и сожгли флаг РФ.
14 июня 2019 года состоялась премьера сингла «Иди за мной», а 28 июня — сингл «Жара». Премьера видеоклипа на трек «Жара» состоялась 25 октября 2019 года. Режиссёром выступил Медет Шаяхметов.
5 августа 2019 года вышел акустический мини-альбом TEMNIKOVA 4 (Live). Всего в мини-альбом вошли 5 акустических версий синглов певицы: «Бабочки», «Говорила», «Контуры тел», «Нет связи» и «По нулям».
18 октября 2019 года состоялась премьера сингла «STRESS», а 8 ноября премьера сингла «DAIMNE.LOVE». 21 ноября 2019 года состоялась премьера макси-сингла «Нереальная любовь» совместно с певицей ЭММА М.
20 декабря 2019 года состоялась премьера песни «Моё любимое», которая, по словам Елены Темниковой, могла бы никогда не выйти, если бы не тысячи сообщений от поклонников.
24 января 2020 года состоялась премьера песни «Неон», а 31 января состоялась премьера акустической версии песни. 8 марта состоялась премьера документального фильма «Звуки», режиссёром которого выступил Леонид Колосовский. 13 марта состоялась премьера сингла «Where You Wanna Be» совместно с нидерландским диджеем R3hab. 9 мая состоялась премьера песни «Тишина», выпущенная к 75-й годовщине Победы в Великой Отечественной войне.
15 мая 2020 года вышел акустический альбом TEMNIKOVA PRO I. 24 июля состоялась премьера песни и видеоклипа «Как Барби в поисках Кена», режиссёром выступила Жанна Богдан.
14 августа 2020 года состоялась премьера песни «Как на фантиках Love Is». Премьера видеоклипа состоялась 25 августа, режиссёром выступил Алексей Бондарь. 4 сентября состоялась премьера совместной песни с Kareena «Фаталити».
18 сентября 2020 года состоялась премьера песни «По краям» совместно с группой «Пицца». 27 ноября состоялась премьера сингла «2020», а 11 декабря состоялась премьера сингла «Новогодняя». В записи трека в последнем куплете использован голос дочери Елены Темниковой Александры, она же произносит: «С Новым годом!» в конце песни. Обложка трека создана по мотивам рисунка Саши, которой на момент записи трека было 5 лет.

### 2021—2023:TEMNIKOVA 5: Paris
12 февраля 2021 года состоялась премьера песни с Ramil’ «Из-за тебя».
5 марта 2021 года на платформе ВКонтакте вышел трибьют-альбом «Я — голос ваш», приуроченный к годовщине смерти поэтессы Анны Ахматовой. В записи альбома «Я — голос ваш» приняли участие 10 российских артисток; в альбоме Темникова исполнила песню «Реквием» по мотивам одноимённой поэмы Ахматовой.
30 апреля 2021 года открылся предзаказ нового, пятого альбома TEMNIKOVA 5: Paris и вышел первый трек с альбома «В м9се». 7 мая вышел второй трек с названием «Бабочки и трип».
14 мая 2021 года вышел пятый альбом TEMNIKOVA 5: Paris. Всего в альбом вошло 10 треков: «Intro», «Влетим», «Paris», «Зачем», «По кольцу», «В м9се», «Настроение ++», «Бабочки и трип», «Хочешь», «Ева» и «Стиль».
28 апреля 2023 года состоялась премьера сингла «Лунная ночь».

## Общественно-политическая позиция
Общественно-политическая позиция Елены Темниковой неоднозначна. Она выступала в 2017 году на концерте на Красной площади в честь третьей годовщины аннексии Крыма Россией, где заявила, что является большим фанатом своей страны, нации, Путина и Медведева. Это в 2019 году стало поводом для протестов на Украине против её запланированного концерта в Одессе.
Но после нападения России на Украину в 2022 году Темникова в Инстаграме высказалась резко критически, осудив вторжение (за что её фигуру размыли в документальном фильме о «Фабрике звёзд»):

У меня близкие под огнём! Мне нужны только живые люди и живой народ. <…> Прекратите это, умоляю вас. Россиянам нечего делить с украинцами!

## Личная жизнь
В декабре 2009 года в интернете распространились слухи о том, что солистка группы Serebro Елена Темникова покидает коллектив. Одной из версий ухода явился роман с композитором Артёмом Фадеевым, родным братом продюсера Максима Фадеева, который заставил Темникову отказаться от дальнейшей работы в группе. 30 ноября на официальном сайте группы был объявлен кастинг на место вокалистки. Впоследствии Темникова заявила, что новость о её романе с Артёмом Фадеевым была пиар-ходом, придуманным Максимом Фадеевым.
Первый муж — Алексей Александрович Семёнов (род. 11 сентября 1975), познакомился с Темниковой на проекте «Фабрика звёзд 2». Формально были в браке 6 лет, однако последние 4 года фактически не жили вместе.
В 2014 году вышла замуж за Дмитрия Юрьевича Сергеева (род. 4 октября 1981), руководителя IT-компании. 27 марта 2015 у пары родилась дочь Александра.
Старшая сестра — Темникова Наталья Владимировна, кандидат медицинских наук, доцент кафедры микробиологии, вирусологии и иммунологии в Омском государственном медицинском университете.

## Дискография

### Сольная карьера

#### Студийные альбомы
- TEMNIKOVA I (2016)
- TEMNIKOVA  II (2017)
- TEMNIKOVA III: Не модные (2018)
- TEMNIKOVA 4 (2019)
- TEMNIKOVA 5: Paris (2021)

#### Концертные альбомы
- Выше крыш. Акустический Лайв (2018)
- TEMNIKOVA 4 (Live) (2019)
- TEMNIKOVA PRO I (Live) (2020)

### В составе группыSerebro

#### Студийные альбомы
- «ОпиумRoz» (2009)
- Mama Lover (2012)

#### Мини-альбомы
- «Избранное» (2010)

## Награды и номинации
| Год  | Премия                                               | Категория | Результат |
| ---- | ---------------------------------------------------- | --- | --------- |
| 2015 | Insta Awards-2015                                    | «Певица года» | Победа    |
| 2016 | Премия RU.TV 2016                                    | «ФАН или ПРОФАН» | Номинация |
| 2016 | Премия RU.TV 2016                                    | «Лучший старт» («Ревность»)                                                                                          | Номинация |
| 2016 | Премия RU.TV 2016                                    | «Лучший дуэт» (с Natan за песню «Наверно»)                                                                           | Номинация |
| 2016 | Unique Pleasure Awards 2016                          | «Певица года» | Победа    |
| 2016 | Фестиваль «Песня года»                               | Песня года («Импульсы»)                                                                                              | Победа    |
| 2016 | Премия журнала Glamour «Женщина года 2016»           | «Певица года» | Победа    |
| 2016 | Итоги года по версии телеканала «ТНТ MUSIC»          | «Лучший русскоязычный артист года»                                                                                   | Победа    |
| 2016 | Итоги года по версии телеканала «ТНТ MUSIC»          | «Самая стильная женщина года»                                                                                        | Победа    |
| 2017 | Nickelodeon Kids’ Choice Awards 2017                 | «Любимый музыкальный исполнитель российских зрителей»                                                                | Номинация |
| 2017 | Top Hit Music Awards 2017                            | «Радиовзлёт 2016 года»                                                                                               | Победа    |
| 2017 | Премия журнала HELLO! «Самые стильные в России 2017» | «Casual» | Победа    |
| 2017 | Премия RU.TV 2017                                    | «ФАН или ПРОФАН» | Номинация |
| 2017 | Премия RU.TV 2017                                    | «Кино и Музыка» (с ST за песню «Сумасшедший русский»)                                                                | Номинация |
| 2017 | Премия RU.TV 2017                                    | «Видео на выезде» (за клип на песню «Ревность»)                                                                      | Номинация |
| 2017 | MTV Europe Music Awards 2017                         | «Лучший российский артист»                                                                                           | Номинация |
| 2017 | Премии «VK Music Awards»                             | Песня «Вдох» | Победа    |
| 2017 | «Российская национальная музыкальная премия»         | «Лучшая поп-исполнительница» «Лучшая песня (мелодия) к кинофильму или сериалу» (с ST за песню «Сумасшедший русский») | Номинация |
| 2017 | Фестиваль «Песня года»                               | Песня года («Вдох»)                                                                                                  | Победа    |
| 2017 | Премия «Zвуковая Dорожка»                            | «Танцевальный проект (Dance)» «Тренд года (Модная музыка)»                                                           | Победа    |
| 2018 | Премия «ЖАРА Music Awards»                           | «Самая стильная» | Номинация |
| 2018 | Премия журнала HELLO! «Самые стильные в России»      | «Casual» «Классика»                                                                                                  | Номинация |
| 2018 | Национальная музыкальная премия «Дай пять»           | «Любимая певица» | Победа    |
| 2018 | Премия журнала Glamour «Женщина года 2018»           | «ЗВЕЗДАONLINE» | Победа    |
| 2018 | «Премия RU.TV 2018»                                  | «ФАН или ПРОФАН» | Номинация |
| 2018 | «Премия RU.TV 2018»                                  | «Самое сексуальное видео» — «Вдох»                                                                                   | Номинация |
| 2018 | «Премия Муз-ТВ 2018»                                 | «Прорыв года» | Номинация |
| 2018 | Фестиваль «Песня года»                               | Песня года («Не модные»)                                                                                             | Победа    |
| 2018 | Премия Нового Радио «Высшая Лига»                    | Песня «Не модные» | Победа    |